# Claus Strunz
Claus Strunz (nascut a Münchberg a Oberfranken el 29 de setembre de 1966) és un periodista alemany.
De 1989 a 1994 va estudiar ciències polítiques, filologia germànica i dret dels mitjans de comunicació a Múnic. Va començar a treballar a l'Abendzeitung, un diari de Múnic, després com redactor en cap suplent del diari Die Welt i des de l'octubre de 2000 redactor en cap de Bild am Sonntag, l'edició de diumenge del diari populista Bild fins a l'agost de 2008.
El 15 d'octubre de 2008 va esdevenir redactor en cap del diari hamburgués Hamburger Abendblatt que va deixar l'1 de juliol de 2011. El seu successor és Lars Haider.